# Joaquín Crespo
Joaquín Sinforiano de Jesús Crespo (San Francisco de Cara, 22 agosto 1841 – Caracas, 16 aprile 1898) è stato un militare e politico venezuelano, eletto presidente della Repubblica per due mandati: il primo dal 26 aprile 1884 al 15 settembre 1886, il secondo dal 7 ottobre 1892 al 28 febbraio 1898.
Joaquín Crespo iniziò la sua carriera militare giovanissimo, al servizio dei generali Ezequiel Zamora, Juan Crisóstomo Falcón e Antonio Guzmán Blanco durante la Guerra Federale. Nel settembre 1876 Crespo formò parte del gruppo ministeriale del presidente generale Francisco Linares Alcántara. Quando questi morì il 30 novembre 1878, Crespo si unì ai moti del generale Gregorio Cedeño, noti con il nome di Revolución Reinvindicadora (Rivoluzione Rivendicatrice). I moti rimisero nuovamente al potere, nel 1879, il generale Guzmán Blanco, che esercitò la presidenza, durante il periodo denominato Il Quinquennio, dal 1879 al 1884. Il 14 febbraio 1884 Guzmán nominò Crespo ministro della Difesa. In seguito Crespo venne eletto senatore, e più tardi fu nominato dal Congresso presidente della Repubblica per il periodo 1885-1886.
Il 27 giugno 1888 Juan Pablo Rojas Paúl fu eletto nuovo capo di Stato, evento che obbligò Crespo a rifugiarsi nelle Antille. Da lì tentò senza successo di invadere il Venezuela, e per tale motivo fu imprigionato nel carcere La Rotunda. In seguito fu rilasciato per volere di Rojas Paúl, dietro promessa di ritirarsi temporaneamente dalla política. Nel febbraio 1892 scoppiò la Rivoluzione Legalista guidata da Crespo, che voleva impedire la continuità al potere del presidente Raimundo Andueza Palacio. Nell'ottobre dello stesso anno Crespo entrò trionfante a Caracas e prese il potere.
Nel gennaio 1893 Crespo convocò le elezioni per eleggere un'Assemblea Costituente; undici mesi dopo, il 10 dicembre 1893 fu eletto dal Congresso per la seconda volta presidente della Repubblica fino al 1897. Il 12 marzo 1896 il Congresso lo autorizzò a richiedere un prestito alla Disconto-Gesellschaft di Berlino di cinquanta milioni di bolívar pagabili in 36 anni; la maggior parte di questi soldi serviva per cancellare debiti della compagnia Gran Ferrocarril de Venezuela.
Durante il governo di Crespo, nel 1896, il Venezuela ebbe una disputa internazionale con il Regno Unito per la delimitazione dei confini della Guyana Britannica (l'attuale Guyana). Gli inglesi si avviarono a lanciare azioni ostili contro il Venezuela, ma grazie all'intervento del presidente statunitense Stephen Grover Cleveland si risolse il gravoso problema.
Crespo era sposato con Jacinta Parejo, che influì non poco nella politica del paese sudamericano e che diresse, dalla sua residenza presidenziale di Santa Inés, la sua azione di first lady del Venezuela.
Con l'assenso e l'appoggio di Crespo, il 1º febbraio 1897 al suo posto fu eletto presidente il generale Ignacio Andrade con "elezioni libere", ma il generale José Manuel Hernández, soprannominato "El Mocho", non riconobbe la vittoria del suo avversario e impugnò le armi attraverso il moto denominato El Grito de Queipa (il Grido di Queipa). Hernández abbandonò Caracas e sì rifugiò nelle pianure di Cojedes. Crespo, in qualità di protettore del governo, cercò di sottomettere "El Mocho", ma il 16 aprile 1898 fu assassinato da un franco tiratore in un luogo chiamato La Mata Carmelera. Il suo cadavere fu ritrovato nei pressi di Caracas, mentre Hernández abbandonò il campo e seppe dell'accaduto alcuni giorni dopo.